# 베이궁먼역
베이궁먼역(北宫门站)은 베이징시 하이뎬구에 위치한 베이징 지하철 4호선 역이다. 역명은 이화원의 북궁문에서 서쪽에 인접해 있다고 해서 붙여졌다. 2009년 9월 28일 4호선 개통과 함께 본격적인 운영에 들어갔다.

## 위치
베이궁먼역은 베이징시 하이뎬구(海淀区) 이허위안로(颐和园路)에 위치하고 있으며, 남쪽에는 이화원이 있고, 이화원 북궁문(北宫门) 동쪽 방향에 위치하며, 북쪽으로는 중공중앙당교를 마주하고 있다. 역은 이허위안로를 따라 대략 서북-동남 방향으로 배열되어 있다.

## 역 구조

### 층별 구조
베이궁먼역은 지하 2층의 섬식 승강장으로 설계되어 있으며, 지하 1층은 대합실, 지하 2층은 승강장이다. 2층 이중 경간 직사각형 프레임 구조로 길이 175.2m, 폭 18.7m이며, 개착식으로 시공하였다.
베이궁먼역은 승강장과 대합실 천장에 창살 문양이 장식돼 있다. 역의 장식 색상은 옅은 황색이다.
| 지면 | -                                        | 출구                                                                              |  |
| B1   | 대합실                                   | 문의/매표 서비스, 자동발매기, 직승 엘리베이터 무장애 시설, 현금자동인출기, 경무실 |  |
| B2   |                                          | ← ■ 4호선 안허차오베이 방면 (시종착역)                                            |  |
| B2   | 섬식 승강장, 왼쪽 출입문이 열림          |                                                                                   |  |
| B2   | → ■ 4호선 톈궁위안(다싱선) 방면 (시위안) |                                                                                   |  |

### 대합실

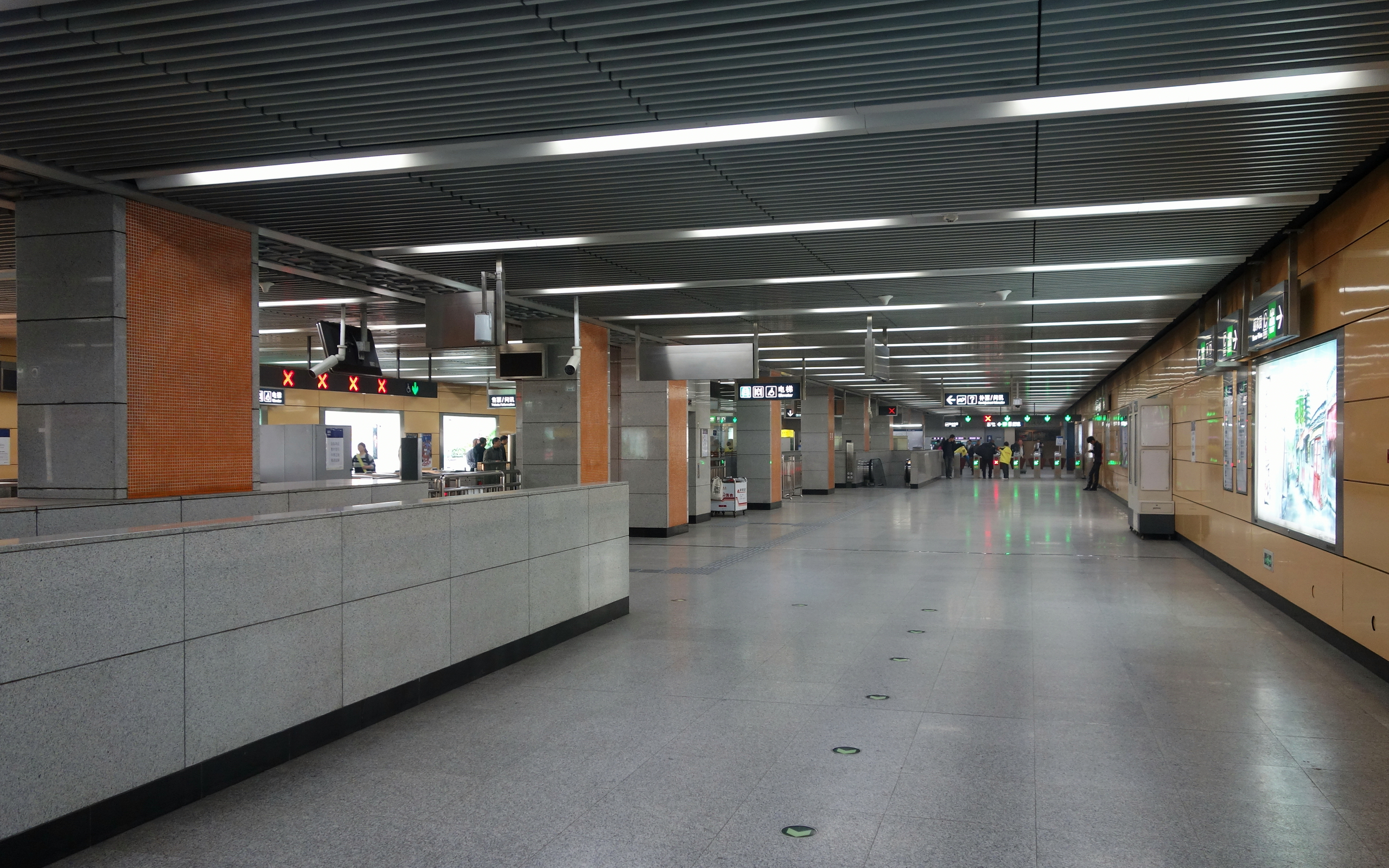
베이궁먼역 대합실

베이궁먼역의 대합실은 지하 1층에 위치하고 있으며, 운임 구역에는 승강장으로 가는 계단 2개와 승강장에서 올라가는 에스컬레이터가 설치되어 있으며, 중앙에는 승강장으로 가는 엘리베이터 2개가 있다.

### 승강장
베이궁먼역은 1개의 섬식 승강장이 이허위안로 아래에 위치하며, 스크린도어가 설치되어 있다. 역 공중화장실은 승강장 북쪽 끝에 위치해 있다.

### 출구

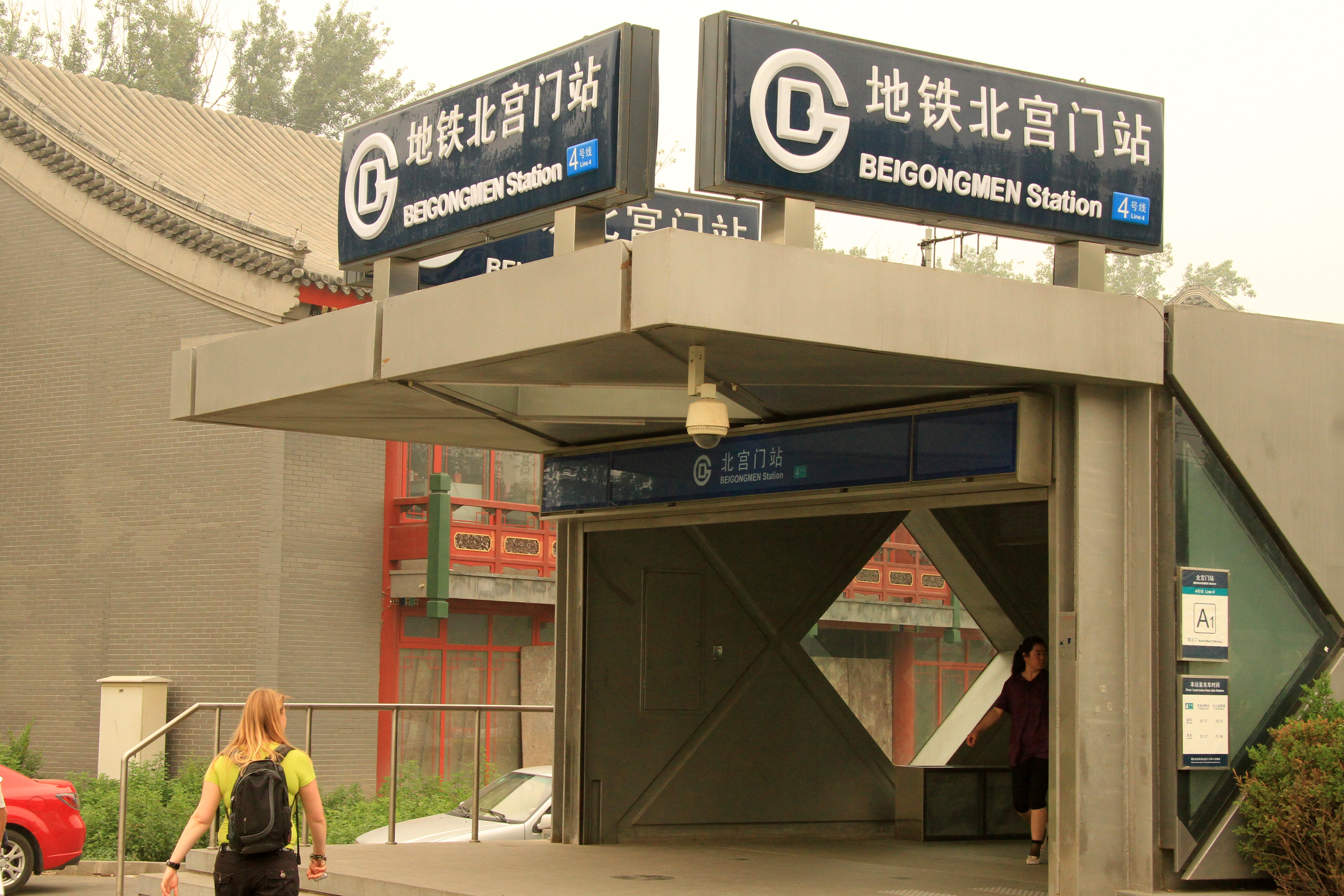
베이궁먼역 서북(A1) 출구

베이궁먼역은 4개의 출구가 있다.: A1(서북), A2(동북), C(동남), D(서남).
서남(D) 출구는 이화원, 북궁문과 가깝다.
|                                                            |                | |
| 출구                                                       | 指示           | 출구 인근 |
| 出口 · A · 1                                               | 이허위안로     | 이허위안로(북측), 중공중앙당교(中共中央党校), 이화서원(颐和书苑)                                                                                   |
| 出口 · A · 2                                               | 이허위안로     | 중공중앙당교 |
| 出口 · C                                                   | 이허위안로     | 이허위안로(남측), 하이뎬 청소년 활동 센터(海淀青少年活动中心), 다유 이중언어 유치원(大有双语幼儿园), 궁먼첸가(宫门前街), 다여우좡 대가(大有庄大街) |
| 出口 · D                                                   | 이화원(颐和园) | 이허위안로(남측), 북궁문(北宫门) |
| 아이콘 설명: 시각 장애인 안내 경로 \| 경사로 \| 엘리베이터 |                | |

## 연결 가능한 대중교통

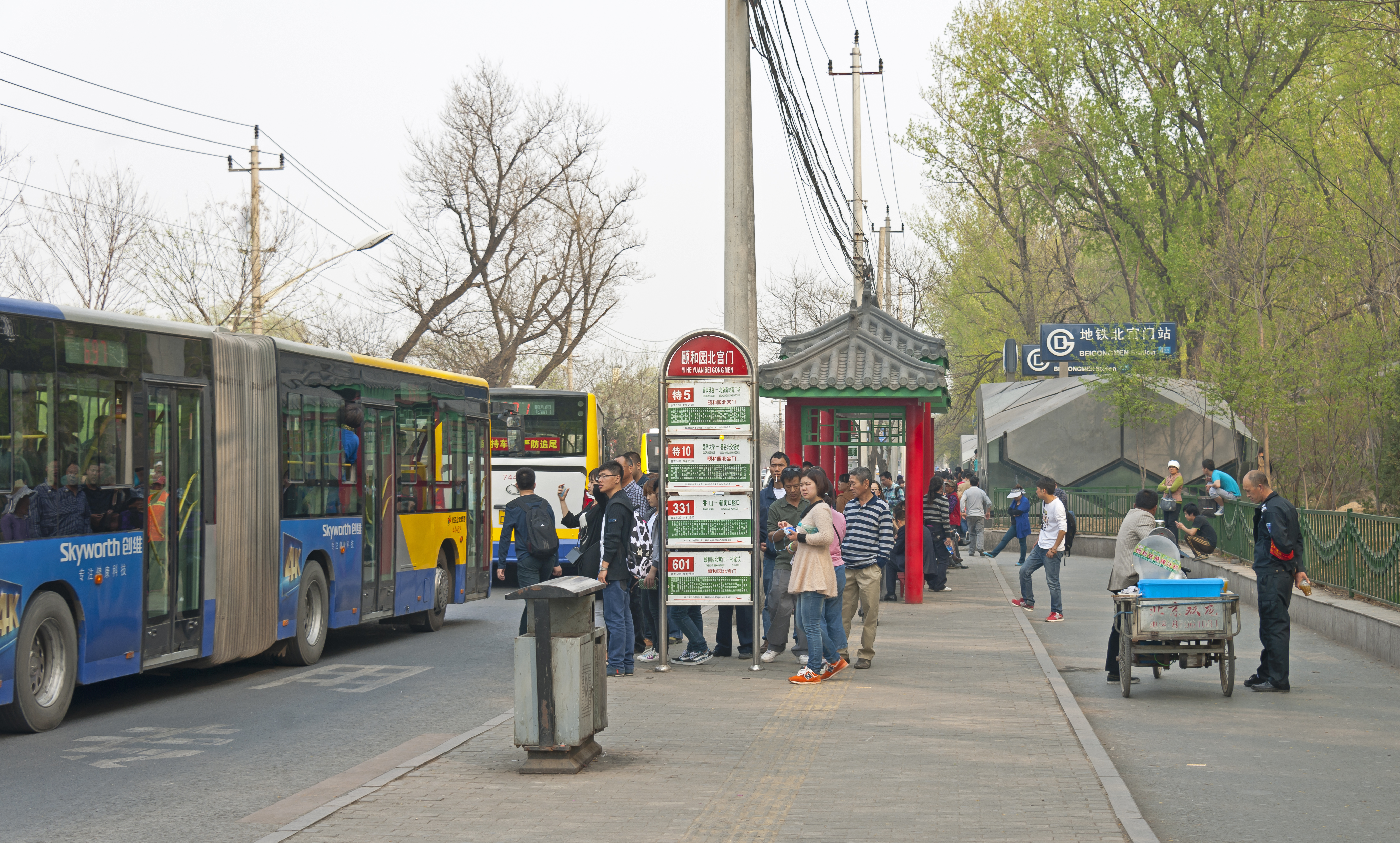
D출구 밖 버스정류장, 촬영 당시 “이허위안 베이궁먼” 정류장으로 불렀다.

베이궁먼역에서 가장 가까운 버스정류장은 “지하철 베이궁먼역(地铁北宫门站)”이라 하며, 이허위안로(颐和园路)에 있으며, 각각 A1출구 동쪽과 D출구 서쪽에 위치하고 있으며, 승객은 A1출구 바깥 버스정류장에서 버스로 환승하여 향산이나 베이징 식물원으로 갈 수 있으며, 지하철에는 향산과 식물원을 찾는 승객을 위한 출구 안내문이 붙어있다. 또 북서쪽 300m 지점에 “이허위안 베이궁먼(颐和园北宫门)”이라는 버스 정류장이 따로 있다.